# Frâncești (gmina)
Frâncești – gmina w Rumunii, w okręgu Vâlcea. Obejmuje miejscowości Băluțoaia, Coșani, Dezrobiți, Frâncești, Genuneni, Mănăilești, Moșteni, Surpatele i Viișoara. W 2011 roku liczyła 4988 mieszkańców.